# Signum (restaurang)

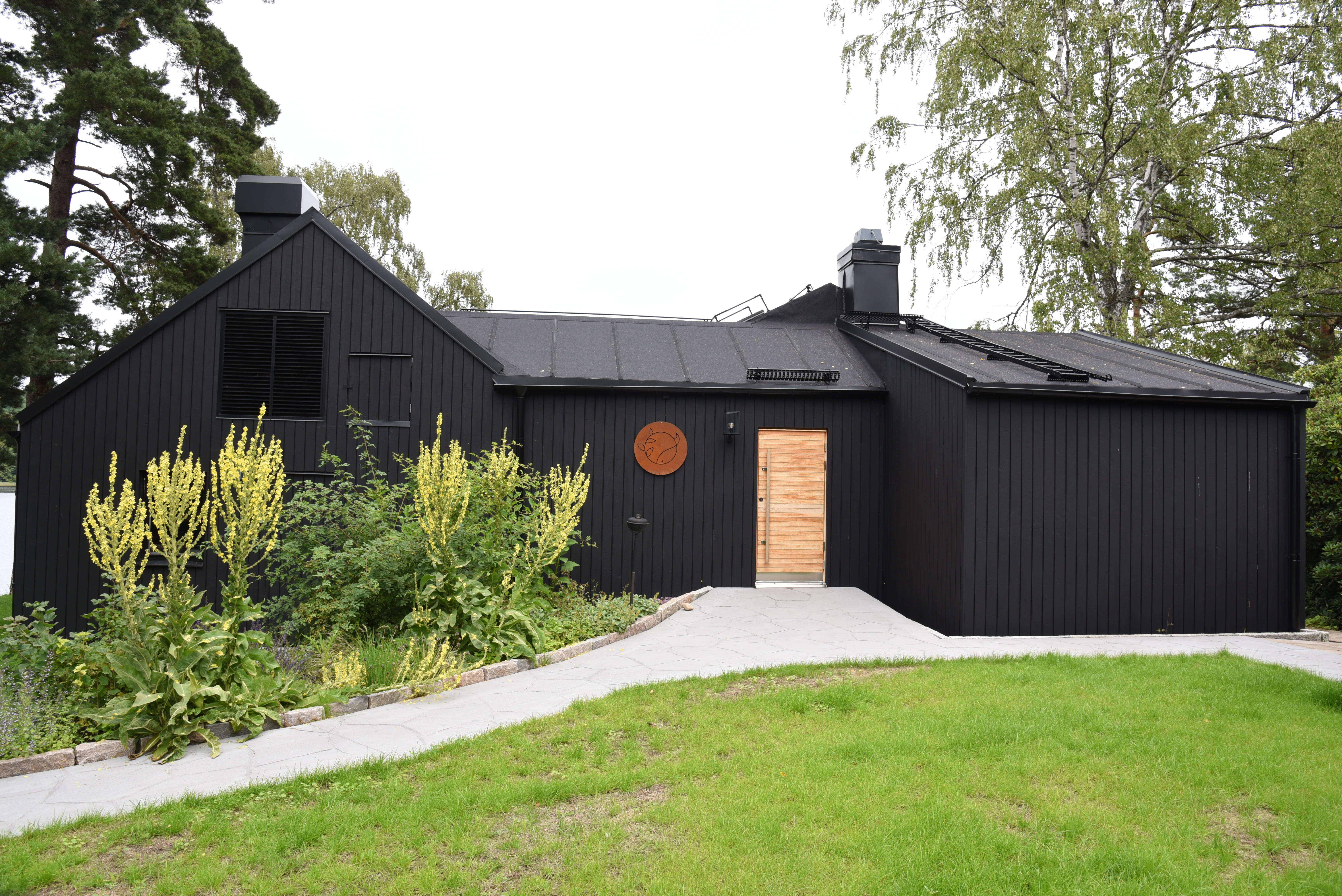
Restaurang Signum.

Signum är en restaurang på Långenäs udde vid Landvettersjön i Härryda kommun. 
Restaurangen öppnade i maj 2022 i Hällsnäs hotell. Kocken Thomas Sjögren hade samma år, tillsammans med Oscar Gyllström, tagit över hotellverksamheten. Sjögrens ambition var redan från början att göra Hällsnäs till en framstående matdestinationer. Till sin hjälp hade han köksmästaren Markus Pettersson.
Matsalen har plats för 26 sittande där man serverar fasta menyer som följer den nordiska säsongen. Inredningen går i ljus nynordisk stil, med ett öppet kök i den ena ändan.
Restaurangen belönades med en stjärna i 2023 års upplaga av Guide Michelin.